# Estadi Olímpic Yves-du-Manoir
L'Estadi Olímpic Yves-du-Manoir (en francès: Stade Olympique Yves-du-Manoir), anteriorment anomenat Stade du Matin o Stade Olympique du Colombes, és l'estadi olímpic, situat a la població de Colombes prop de París, que s'utilitzà durant la celebració dels Jocs Olímpics d'Estiu de 1924.

## Història
L'any 1883 es construí un hipòdrom per part de la "Société des Courses de Colombes" a la població de Colombes. El 1907 aquest hipòdrom fou comprat pel diari "Le Matin" i es transformà en un estadi per acollir competicions d'atletisme, rugbi i futbol, sent rebatejat amb el nom de "Stade du Matin".
El 1921, quan el Comitè Olímpic Internacional designà París com a organitzadora dels Jocs Olímpics d'Estiu de 1924 s'encarregà el projecte de construcció d'un estadi per a acollir les competicions d'atletisme i futbol. Després de rebutjar alguns projectes i a poc temps d'inici de la competició el COI amenaçà de retirar l'organització dels Jocs en favor de Los Angeles.
Davant la urgència l'Estat francès encarregà al Racing Club de França, que anteriorment havia proporcionat les seves instal·lacions per als Jocs Olímpics de 1900, i que en aquell moment pensava a modernitzar les seves instal·lacions, de construir, amb subvencions fiscals, un estadi nou. Els dirigents del RC París establiren el futur Estadi Olímpic a Colombes, justament al lloc on es trobava el "Stade du Matin". Així l'"Stade Olympique du Colombes" tingué una capacitat original de 45.000 espectadors i s'inaugurà el 4 de maig de 1924 amb un partit internacional de rugbi entre França i Romania.
A l'abril de 1928 l'estadi canvià de nom, establint el seu nom actual de Stade Olympuque Yves-du-Manoir, en homenatge a l'aviador, atleta, seleccionador francès de Rugbi i membre del Racing Club de França mort en un accident d'aviació el 2 de febrer de 1928 als 23 anys.
L'any 1972, fou la seu de la Selecció de rugbi XV de França en el Torneig de les cinc nacions, ja que el Parc dels Prínceps estava en remodelació.

## Actualitat
Actualment hi té la seu permanent el club Racing Métro 92 Paris de rugbi a 15.